# Raio catódico

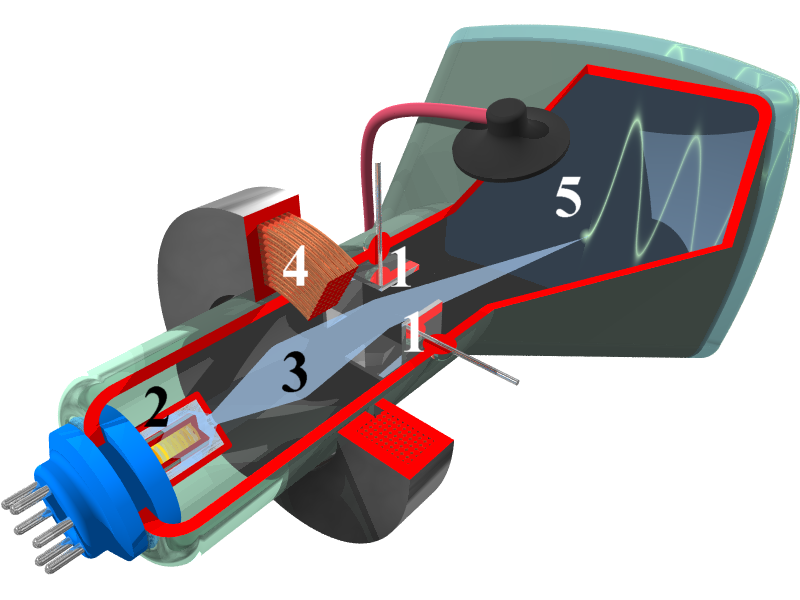
Diagrama esquemático de um tubo de raios catódicos.

Raios catódicos são feixes de elétrons produzidos quando uma diferença de potencial elevada é estabelecida entre dois eletrodos localizados no interior de um recipiente fechado contendo gás rarefeito. Uma vez que os elétrons têm carga negativa, os raios catódicos vão do eletrodo negativo - o cátodo - para o eletrodo positivo - o ânodo.
Quando a pressão interna no tubo chega a um décimo da pressão ambiente, o gás que existe entre os eletrodos passa a emitir uma luminosidade. Quando a pressão diminui ainda mais (100 mil vezes menor que a pressão ambiente) a luminosidade desaparece, restando uma "mancha" luminosa atrás do polo positivo.

## Tubo de Crookes
No tubo de Crookes os raios catódicos produzem ionização nos gases que atravessam. Em função disto, causam uma fluorescência nas paredes de vidro dos tubos. Ao interagir com substâncias como o sulfeto de zinco e compostos com fósforo, os raios catódicos produzem luminescência. Além disso, têm baixo poder de penetração, aquecendo as superfícies sobre as quais incidem. O feixe de raios catódicos é independente da natureza do gás existente no tubo.
O físico e matemático Julius Plücker, em 1858, iniciou suas experiências com raios catódicos. Plücker, ao fazer experimentos nesses tubos, observou que próximo ao catodo formava-se uma luminescência de cor esverdeada, cuja posição variava com a proximidade de campos magnéticos.

## Röntgen

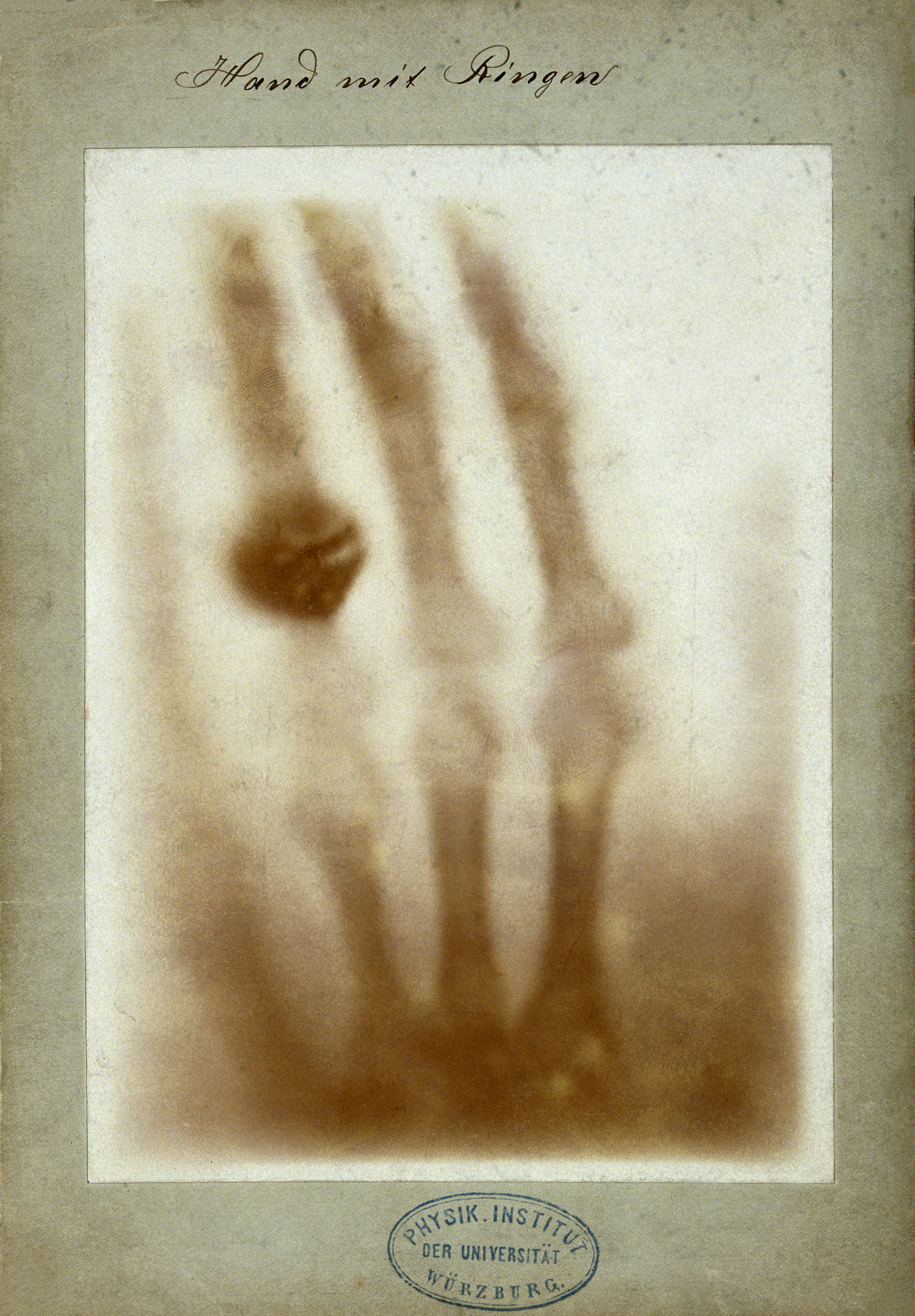
Primeira radiografia da história. Retrata a mão da esposa de Röntgen, Anna Bertha Ludwig.

Outro entusiasta dos raios catódicos foi Wilhelm Röntgen. Em 1895, enquanto trabalhava com tubos de raios catódicos, ele acidentalmente deixou alguns pacotes fechados de filme fotográfico próximo do aparato. Certo tempo depois, ao abrir os invólucros, percebeu que as folhas de filme estavam borradas. Repetindo o fenômeno ele pôde determinar que de fato algo estava borrando o filme.
Outro acontecimento inusitado aconteceu quando, após um dia de trabalho, Röntgen lembrou que havia esquecido a maquina de raios catódicos ligada. Ao voltar para seu laboratório, no escuro, percebeu uma amostra de platinocianeto de bário (Substância conhecida por brilhar quando exposta a radiação ultravioleta) estava fosforescendo, mesmo sem nenhum estimulo aparente.
Após os dois fenômenos, Röntgen não tinha dúvida que algum tipo de radiação invisível estava sendo emanada do aparelho. Ele não havia apenas descoberto os raios X, mas também havia aberto o caminho para Antoine Henri Becquerel e Ernest Rutherford descobrirem a radiação ionizante.
Por seus trabalhos com os raios X, Röntgen recebeu o primeiro prêmio Nobel da Física em 1901.

## Goldstein
O físico Eugen Goldstein observou que a luminosidade era provocada por raios invisíveis a olho nu, que uma vez acelerados a partir do catodo atravessavam o tubo em linha reta, em direção perpendicular a sua superfície. Esta foi a razão pela qual Goldstein chamou o feixe eletrônico de raios catódicos.
A partir dos estudos de Goldstein foram construídos os catodos de formato côncavo. A finalidade desta configuração era produzir raios dirigidos e concentrados. Isto era necessário para realizar diversas experiências com feixes estreitos de partículas.

## Feixes de partículas
Em 1878, William Crookes teve a certeza de que os raios catódicos são formados de feixes de partículas com carga negativa, emitidas do cátodo com velocidade muito alta.
Em 1897, Joseph John Thomson demonstrou que o feixe era desviado pela ação de campos elétricos.
William Crookes continuando suas experiências em 1886 e Johann Hittorf em 1896 utilizaram o tubo de raios catódicos.

## Raios catódicos
Em um tubo fechado a vácuo, contendo um gás rarefeito (submetido a baixas pressões), foram postos dois eletrodos com polos contrários (positivo e negativo) e estabelecendo entre eles uma diferença de potencial elétrico fornecido por uma fonte externa. Ao aplicar uma descarga elétrica, percebeu-se um feixe de luz ligando um polo ao outro. Experimentos realizados colocando um obstáculo material dentro do tubo e entre os polos, após a mesma descarga elétrica, viu-se a formação de uma sombra em direção ao polo positivo.
Os cientistas atribuíram essa mancha aos raios provenientes do polo negativo, denominado cátodo. Então foram denominados raios catódicos, que nada mais são do que feixes de elétrons que atravessam o tubo atraídos pelo polo positivo, que é chamado de ânodo.

### Propriedades dos Raios Catódicos
À pressão atmosférica, uma faixa não se estende muito para além da fonte, o cátodo.
Contudo, sob condições de vácuo parciais a faísca se estende por uma distância maior.
Fluxos violetas a pressão p = 2,7 kPa Quando o ar é bombeado para fora do tubo, eléctrodos, ânodo e cátodo, são conectados por um ou mais fluxos violetas, conforme ilustrado na figura acima. À pressões mais baixas, um brilho rosa encha o tubo inteiro.
Um bombeamento contínuo para fora, causa o brilho rosa concentrar-se em torno do ânodo e um brilho azul concentrar-se em torno do cátodo, como esboçado na figura abaixo. O espaço entre os brilhos é escuro, chamado espaço escuro de Faraday.
Redução continuada da pressão no tubo, faz com que o espaço escuro se expanda e a cor, nos eléctrodos se desvaneça até que o tubo se torne escuro, excepto para um brilho fraco em torno do ânodo, como esboçado na figura abaixo. A região escura é chamada espaço escuro do Crookes.
O brilho no tubo é parcialmente devido a luz emitida por átomos de gás quando electrões saem de estados mais excitados para menos excitados dentro deles; é também devido a recombinação de elétrons com ions positivos que ocorre durante as colisões das partículas.
Estrias são causadas por ionizações e recombinações que se alternam no tubo. As bandas escuras, os espaços escuros de Faraday e Crooke, são as posições onde ionizações estão ocorrendo principalmente devido a colisões entre íons e átomos neutros.
Os átomos de gás absorvem energia o que resulta na excitação dos elétrons dentro deles e também a ionização dos átomos; portanto, não há nenhuma luz emitida. As faixas brilhantes são lugares onde a luz está sendo emitida quer por desexcitação de elétrons durante a recombinação com íons positivos ou o desexcitação dos electrões nos átomos excitados.

### Investigações sobre raios catódicos
- Raios Catódicos movimentam-se em linhas rectas e projetam sombras bem nítidas.
- Uma roda com um pedal colocado no caminho dos raios catódicos gira, indicando que eles são partículas, viajando no sentido do cátodo para ânodo e tem energia e momento.

- Raios catódicos podem ser desviados por um campo magnético e também por um campo eléctrico, indicando que são partículas carregadas, carregando uma carga eléctrica negativa.
- Através de medições da razão entre a carga e a massa, revela-se a identidade das partículas independentemente do material do cátodo e o gás no tubo.
- Thompson chamou a partícula do raio catódico, de Electrão.

## Raios anódicos
Raios positivos são feixes de íons positivos acelerados pelo campo elétrico no interior de uma ampola de Crookes. A sua origem é a ionização (por choques ou campo) do gás no interior da ampola. São chamados de raios anódicos porque são provenientes do ânodo. Na mesma experiência com o Tubo de Crookes, o polo positivo foi posto na parte de cima do tubo, porém esse ânodo tinha o formato de uma moeda vazada na forma de vários furos.
Com a descarga elétrica foi observado que através dos buracos do ânodo, e em direção à extremidade contrária à do cátodo, eram emitidos ondas luminosas parecidas com as observadas na experiência com os raios catódicos.
Ao explicar o fato foi admitido que a luminosidade produzida era originada de partículas que seriam emitidas do ânodo em direção ao cátodo, porém, ao chocar-se com os elétrons do gás, eram repelidas na direção contrária. Estas partículas quando aceleradas pela repulsão emitiam ondas eletromagnéticas na forma de luz visível.

## Ionização
Nas ruas podemos encontrá-los em alguns letreiros. As cores desses raios dependem do gás usado. Com algumas modificações nos tubos, os raios catódicos dão origem a outros tipos de luzes. Abaixo algumas delas:
Luminosos de néon: o gás usado é o neônio. É usado em letreiros publicitários.
Luminosos de sódio: o gás usado é o vapor de sódio. Confere uma luminosidade amarela característica. É usado em iluminações de vias públicas e túneis.
Lâmpadas fluorescentes de mercúrio: o gás usado é vapor de mercúrio. Emite uma luz violeta e ultravioleta (luz negra). É revestida com uma tinta fluorescente (à base de fósforo) que absorve a luz emitida e reemite como luz branca. São usadas em residências, vias públicas, escritórios, etc.

## Tubo de raios catódicos
Os CRT (Cathode Ray Tube) em português TRC (Tubos de Raios Catódicos) eram comumente encontrados em aparelhos de televisão e monitores de microcomputadores, mas foram substituídos por telas de lcd.